# Saint Paul Charlestown
Saint Paul Charlestown ist eines der 14 Parishes der Inselgruppe St. Kitts und Nevis. Es liegt auf der Insel Nevis. Die Hauptstadt und zugleich auch größte Stadt ist Charlestown. Im Jahr 2022 wurden 1888 Einwohner gezählt.
Saint Paul Charlestown ist mit einer Fläche von 3,6 km² das kleinste der 14 Parishes auf  St. Kitts und Nevis. Trotz der geringen Größe ist es das Wichtigste auf Nevis und das Zweitwichtigste der Inselgruppe. Als Sitz der Hauptstadt befinden sich dort sämtliche Regierungsgebäude von Nevis. Ebenso ist es historisch sehr sehenswert.